# Главнаука
Главнаука (Главное управление научными, научно-художественными и музейными учреждениями) — государственный орган координации научных исследований теоретического профиля и пропаганды науки и культуры в РСФСР в 1921—1930 годах. Был сформирован в составе Академического центра Народного комиссариата просвещения (Наркомпроса) в 1921 году.
В 1918 году был образован Научный отдел Наркомпроса, первым его возглавил Д. Б. Рязанов. В 1921 году отдел был преобразован в секцию академического центра Наркомпроса — Главнауку.
В задачи Главнауки входили развитие и материальное обеспечение сети научных и художественных учреждений, подготовка и использование научных кадров в интересах строительства советской культуры, организация научных съездов и конференций, распространение научных знаний и художественной культуры, развитие краеведческого движения. Главнаука занималась также организацией научных экспедиций, учётом, охраной и реставрацией историко-художественных памятников. По состоянию на 1 октября 1924 года Главнауке были подведомственны 210 учреждений, в которых работали 8239 человек: 5937 штатных работников и 2302 совместителя.

## Руководители Главнауки
- И. И. Гливенко (1921 — середина 1923)
- Ф. Н. Петров (середина 1923 — 1927)
- М. Н. Лядов (1928)
- И. К. Луппол (1929—1933)

В связи с преобразованиями в структуре Наркомпроса полное официальное название Главнауки после 1928 года менялось. В 1930 году Главнаука была преобразована в сектор науки Наркомпроса РСФСР (руководитель — И. К. Луппол), который действовал до 1933 года.